# Kanton Enne et Alzou
 Enne et Alzou is een kanton van het Franse departement Aveyron. Het kanton maakt deel uit van het arrondissement Villefranche-de-Rouergue. In 2021 telde het 12.973 inwoners.

Het kanton werd gevormd ingevolge het decreet van 21 februari 2014 , met uitwerking op 22 maart 2015, met Aubin als hoofdplaats.

## Gemeenten
Het kanton omvat volgende gemeenten:
- Anglars-Saint-Félix
- Aubin
- Auzits
- Belcastel
- Bournazel
- Cransac
- Escandolières
- Firmi
- Goutrens
- Mayran
- Rignac